# Sapium pachystachys
Sapium pachystachys là một loài thực vật có hoa trong họ Đại kích. Loài này được K.Schum. & Pittier miêu tả khoa học đầu tiên năm 1908.